# Sobontoro (Boyolangu)
Sobontoro is een bestuurslaag in het regentschap Tulungagung van de provincie Oost-Java, Indonesië. Sobontoro telt 8954 inwoners (volkstelling 2010).